# Kaukázusi Magyarország

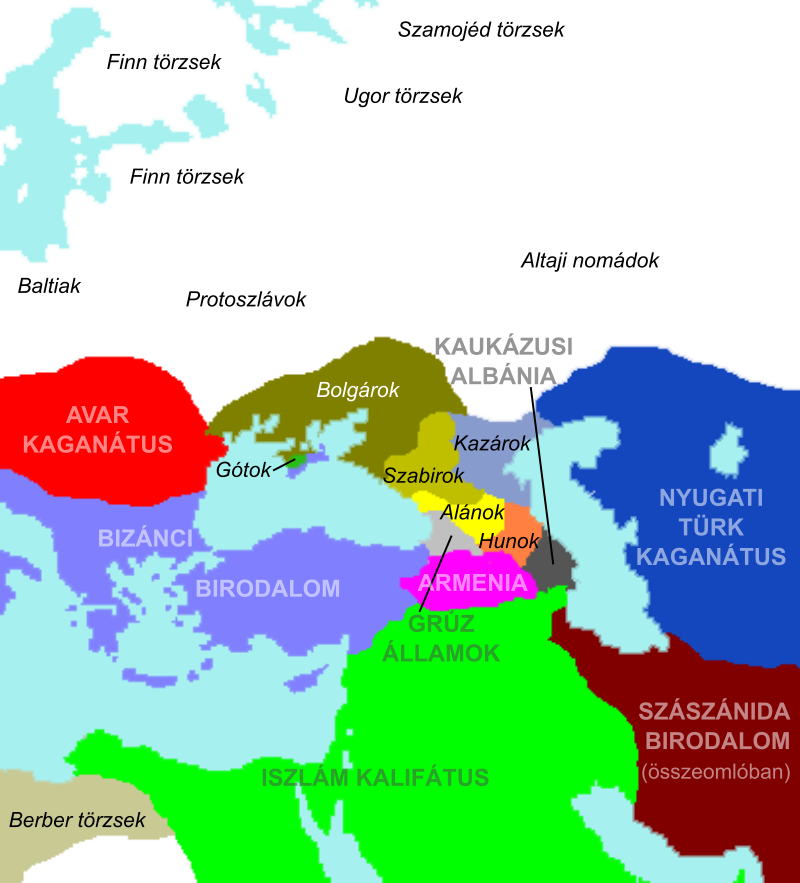
Kaukázusi Magyarország elhelyezkedése a térképen

A Kaukázusi Magyarország a magyarok nyugat felé vándorlása során az egyik hosszabban feltételezhető szállásterületük volt a Kaukázus északi előterében, ahol valószínűleg a száraz kazah sztyeppén korábban élt lovas nomadizmusuk után a csapadékosabb környezetben letelepedettebb, ún. félnomadizmusra tértek át, ami kiterjedt földművelést, az állattartásban pedig marhatartást és disznótartást is jelentett. Mindezt a magyar nyelv illető jövevényszavai alapján csuvasos jellegű, ogur török – ogurok, bolgár-törökök, kazárok – környezetben tették. A fémművességgel is itt ismerkedhettek meg mélyebben, amiről a magyar nyelv kaukázusi jövevényszavai – réz, vas – tanúskodnak. 

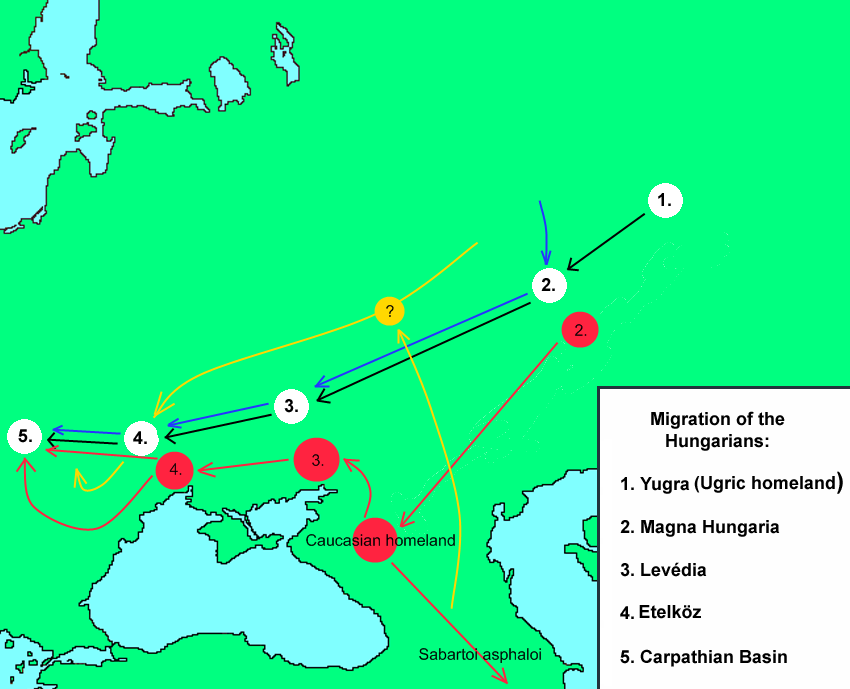
Magyar népvándorlás

Egyes történészek a magyarság itteni szállásterületét kiterjesztették Kummagyaria – azaz a Kuma folyó mentén élő magyarok országa – néven egy a 14. századig fennálló második – vagy harmadik, hiszen a baskír-bolgár Magna Hungaria északon a Volga mentén is túlélhetett a feltevés szerint – erős Nagymagyarország víziójává, amely mögött talán csak a helyben maradt néptöredékek emlékeinek felnagyítása, illetve valós adatok bizonyíthatatlan interpolációja áll.

## A magyarok kaukázusi jelenléte

### Nyelvészeti érvek
Az Ural-Aral-Kaszpi magyar őshazából a népvándorláskor idején juthatott a magyarság a Kaukázus előterébe, ahol letelepedettebb, félnomád életmódra tért át valamivel nedvesebb területen, mint a száraz kazah szyeppe volt. Esetleg az 535. év éghajlati változása  okozta újabb népvándorlási hullámmal történt ez, amikor az avarok nyugatra jöttek, de talán a nyugatra vándorló oguroknak a Kaukázus környékén 463 körüli megjelenésével  kapcsolatos. Ezt támasztaná alá a magyar nyelv földműveléssel, marha- és disznótartással kapcsolatos szavainak csuvas (ogur, kazár, bolgár-török) eredete. Ekkoriban a Kaukázus és a Kárpátok közötti sztyeppe a mainál sokkal csapadékosabb volt. A Kazár Birodalomhoz és peremterületeihez szokás kötni a szaltovó-majaki kultúrát.
A szaltovói kultúrát régebben egészében a magyaroknak tulajdonították, de inkább a magyarok és félnomád török népek, alánok valamint egyes észak-kaukázusi népek (adige-cserkeszek és dagesztániak) közös kultúrája volt. A magyarban a tölgyfa termése, a makk a fémművesség köréből a réz és a vas szó a dagesztáni nyelvek körébe tartozó nyelvet beszélő kaukázusi avarok nyelvéből átvett szó, amelyik genetikai kapcsolatban állt a hurri nyelvvel és így egyedülálló fémműves terminológiával rendelkezik.
A magyarban néhány a dagesztáni nyelvek körébe tartozó nyelvet beszélő kaukázusi avarok – nem tévesztendők össze az avarokkal – nyelvéből átvett szó található. Ez a nyelv genetikai kapcsolatban állt a hurri nyelvvel és így egyedülálló fémműves terminológiával rendelkezik. 
- makk – a tölgyfa termése [8]
- réz – Szergej Anatoljevics Sztarosztyin szerint a réz szó őskaukázusi alakja PK *HVreçV. A sumer urudu szónak az iráni nyelveken keresztül történő átvétele téves elképzelés (sumer *urudu > iráni rauda > *rod > *red). [9]
- vas – PU-PFU *waśke < hurrita ušḫu és nem a sumer quškin

Az adigék (cserkeszek) nyelvéből került át az isten szó, amelyet a mai cserkesz ošten toponimje őriz. Örményországban 301-ben államvallás lett a kereszténység, ezért ezután a velük szomszédos kaukázusiak és a velük együttélő magyarok is ismerhették a kereszténységet. A hettitába Eš-tan ('Nap-isten') az adigével és abházzal rokon hatti nyelvből került át.
Gombocz Zoltán már 1930-ban a magyarok kaukázusi tartózkodásának kezdetét az 5. századra, végét a 7. századra tette. Ezt többek között a szőlőművelés török jövevényszavaira – de más körülményekre is – alapozta. A Kaukázus lejtőinek erdős sztyeppjén – és nem a Kubán és a Don közötti sztyeppén – létezett az az intenzív csuvasos nyelvi környezet (kazárok, onogurok stb.) elég hosszú ideig, amely a sok szó átvételét a művelési kultúrával együtt biztosíthatta. Ugyanekkor keletkezhetett a magyar sajt szó, amely alán eredetű, de tükrözi az oszét ciht és csuvas csokot szó kölcsönhatását, a hármas magyar–alán–ogur együttélést.

### Említésük a forrásokban
555-ben egy Zakariás rétor munkájához csatolt szír forrás felsorolja a Kaukázustól északra lakó népeket: ongur (onogurok), ogur (ogurok), szabir (szabirok), burgar/bulgar (bolgár-törökök), kurturgur (kuturgurok), abar (avarok), kaszar (kazárok), sarurgur (saragurok), dirmir, bagirszik, kvaliz (kálizok), abdel, eftalijt (heftaliták).
Ibn Ruszta és Gardízi összevetése megmutatja, hogy nem volt igazuk azoknak, akik Ibn Rusztáról korábban azt gondolták, hogy a magyarok két országát írja le, hanem Ibn Ruszta a magyarok egyetlen, összefüggő országáról beszélt. 
Joseph Marquart (1864–1930) korábban azt gondolta, hogy Ibn Ruszta és Gardízi szövege a baskíriai magyarokra vonatkozik, és a leírás a magyarok kaukázusi szomszédait írja le. Ezt a véleményt eleinte a legtöbb kutató is elfogadta, bár maga Marquart később már más véleményen volt. Mindezek miatt Gardízit később nem sokra tartották a kutatók, kiderült azonban, hogy Gardízi a fekete-tengeri, azaz etelközi magyarokról ír, és pontosan adja meg a határfolyókat, az Etilt és a Dunát, ezért Gardízi sok figyelmet érdemel. 
IV. Ince pápa 1245-ben írt – Cum non solum – Güjük kánnak, amiben megrótta a mongolokat a magyarok elleni támadás miatt. A nagykán 1246-ban írta meg a választ mongolul, amiben idézi az eredeti levelet. Ezt lefordították perzsára, majd Plano Carpini latinra és így hozta el 1247-ben a pápának.  Carpini utazását részletesen megírta, amelyben említi a nyugati Magyarországot, az oroszokon túli északi Magna Hungáriát, valamint a legerősebb, legnagyobb méretű országot Comania néven, azaz Kunországot, a kunok törzsszövetségének országát, amely az 1223-as Kalka menti csata előtt az Urálon túl az Irtis folyóig terjedt, de utána visszaszorult a Dnyeszter és a Duna közötti területre, ahonnan Magyarország és Lengyelország (Polonia) ellen vonultak a tatárok. A Cuma/Coma folyót és a kaukázusi magyarokat délen nem említi, csak cserkeszeket (Circassi), alánokat (Alani) és kazárokat (Gazari), miután leírta az északi Magna Bulgaria, Magna Hungaria és a baskírok (Bastarci) földjét. 
A mongol korban számos olyan személyt ismerünk, akiknek neve összefügg a magyar népnévvel. Ezek általában mongol hercegek, akik ezt a nevet a magyarok feletti győzelem alkalmából, vagy annak emlékére kapták. Ezeket a neveket elláthatták képzőkkel is, így előfordult Madzsar, Madzsartaj, Madzsarkaj név is. Székhelyüket róluk nevezték el, ez volt az eredete a Kuma folyó menti Madzsar nevének is, amelynek legkorábbi említése 1321-ből Abu l-Fidától származik. 

#### Jeretann
XXII. János pápa 1329. szeptember 29-én írt egy levelet (Ingentem nec mirum) egy bizonyos Jeretann-nak, Gyeretyánnak (Bendefy L. szerint) – aki Magyarország katolikus fejedelmeinek nemzetségéből származik (quod tu, fili Jeretanny de stirpe catholicorum principum regum Vngariae descendisti) – és minden magyar, malchaita és alán kereszténynek (universis christianis hungaris, malchitis et alanis). Tamást a prédikátor rendből püspöknek küldi hozzájuk.  Ezt a levelet Bendefy László találta a vatikáni levéltárban.

„Dilectis filiis Jeretanny, et vniuersis Christianis Vngaris, Malchaytis et Alanis salutem. Ingentem, nec mirum, materiam gaudiorum suscepimus, quod summus ille coelestis agricola, qui omnes, quos diligit, ad cognationem sui, misericordi semper beneficio, euocat, atque trahit, quodque per inenarrabilem gratiam vnigenti sui toto orbe diffusam auget continue familiam Christianam, vos verae fidei luce perfusos, et sacri baptismatis fonte renatos et imbutos, doctrina euangelicae et apostolicae veritatis in orientalibus partibus in eorum medio, qui nondum gratiam recepere baptismatis, collocauit. In immensum insuper nobis cessit ad gaudium intellecto, quod tu, fili Jeretanny de stirpe catholicorum principum regum Vngariae descendisti; quodque tu et alii Christiani in dictis partibus commorantes, zelo fidei et deuotionis feruore succensi, doctorem catholicum desideratis habere; qui vos in fide catholica verbis salutaribus instruat, et sanctis exemplis informet; propter quod a nobis humiliter vestris supplicationibus postulastis, vt aliquem catholicum antistitem, sacrarum Scripturarum scientia praeditum, vitae sanctitate decorum, verbo vtilem et exemplo mirabilem, ad partes ipsas pro institutione vestra in eadem fide Catholica mittere dignaremur. Cupientes igitur, vt Christi familia vbique locorum incrementa suscipiat, sed maxime in ipsis partibus dilatetur, Venerabilem fratrem nostrum Gemiscatensem episcopum, vobis notum, ad partes ipsas cum nostrae benedictionis gratia prouidimus destinandum. Quo circa deuotionem Vestram monemus et hortamur in domino Jesu Christo, quatenus sacris instructionibus, quas idem Thomas et alii episcopi catholici, nec non dilecti filii, fratres Praedicatorum et Minorum ordinum, in ipsis partibus commorantes, in doctrina catholicae fidei vobis fecerint, mentales aures deuotius adhibentes, animos Vestros veritati eiusdem fidei et sanctorum patrum auctoritatibus coaptetis. Benedictionem nostram insuper vobis impendimus et rogamus humani generis piissimum Redemptorem, vt ipse vos benedictinis suae rore perfundat, vt in verae fidei vnitate constantes, vos de bono perficiatis in melius, et alios ad familiam gregis dominici fructuosis exemplis et operibus euocetis. Datum Auen. III. kal. Octobris anno XIV.”

– XXII. János pápa levelének teljes latin szövege.  

A Tamás által küldött levél (A) része egy rövid összefoglalás az olvasó számára arról, hogy miről is szól maga a levél(B).

„Beszámoltak(ti. a pápának) az ázsiai magyarok, a malkaiták, és alánok szilárd vallásosságának nagy dicsőségéről. Ezek – bár istentelen, babonás tévelygések hálójába kerített népek veszik körül őket, – mégis megőrizték hitük szeplőtelen tisztaságát. Tekintély dolgában kitűnik közöttük Jeretány, a magyar királyi vér ivadéka. Minthogy ő kitartóan katolikus előljárót kért az Apostoli Széktől, a pápa elküldötte a semiscanti püspököt hozzájuk, hogy erősítse bennük a hitet, mellékelt levélben pedig a vallásos férfiakat kegyes figyelmeztetésének megfogadására intette.”

„Kedvelt gyermekeinknek, Jeretánynak és minden keresztény magyarnak, malkaitának és alánnak üdvözlet!Igen nagy és természetes örömet okozott nekünk az, hogy a Legfelségesebb Égi Magvető, aki mindenkit, akit csak könyörületességének megismerésére kiválaszt, mindig kegyelmeihez hív és ösztönöz s Egyszülöttjének az egész világra kiterjedő, szóval ki nem fejezhető szeretetével minden egyes keresztény családot folyamatosan elhalmoz, titeket, kiket meghintett az igaz hit, az evangéliumi tanítás és az apostoli egyház világosságával a keleti világrészeken azok között, akik még nem fogadták el a kereszténység kegyelmét összegyűjt(ti.:magához).
Ezen felül mérhetetlenül nagy örömet szerez nekünk az a tudat, hogy Te Jeretány fiúnk, Magyarország katolikus fejedelmeinek leszármazottja vagy és hogy te és más keresztények, akik az említett világrészen tartózkodtok, telve vagytok a hit igazságával és szent tüzével s vágyódtok, hogy katolikus tanítótok legyen, aki üdvös szavakkal a katolikus hitben kioktasson benneteket!
Kelt Avignonban, a XIV. év október 3-án.”

Tamás püspök 1330 áprilisában hagyta el Avignont száz forinttal a zsebében. Hajóval ment Szoldajába, a Krím déli kikötőjébe, onnan a kaffai vikárius segítségével júliusban ért Madzsarba. A sikeres előkészítést követően nemsokára meg is érkezett az első katolikus püspök, aki Taddeus ferences testvér volt.
Egyéb források híján nem tudjuk, ki volt ez a Jeretann, és kik voltak ezek az állítólagos magyarok. Egyes elképzelések szerint a Bíborbanszületett Konstantin által említett szavárd magyarok maradékai, de sem ezt, sem az ellenkezőjét bizonyítani nem tudjuk a források hiánya miatt.

## Hétország
A hetes szám kiemelt fontossággal bír a korai magyar mondavilágban. Számtalan forrásban és helyzetben felbukkan, mind a népmesékben, mind pedig a történelmi forrásokban. A 10. századi bizánci források hét magyar törzsről szólnak, ahogyan Anonymus is hét törzsről tudott, akiket hét vezér irányított, és akik magukat hetumogernek (hétmagyarnak) nevezték. Krónikáinkban a vezérlisták mindig hét személyből álltak, és hét vezérről vallottak az Ibériai-félszigeten, arab fogságba esett kalandozó magyarok is 942-ben. A szám fontosságát mutatja, hogy elődeink akkor is hét törzset szerveztek, amikor ténylegesen nem hét törzsből állt a magyar törzsszövetség: az eredetileg különálló Kürt és Gyarmat törzseket inkább egyesítették, csak hogy megmaradjon a hetes szám. Később, miközben a bizánci források világosan a kabarok nyolcadik törzzsé szervezéséről írtak, továbbra is csak a „hetekről” esett szó. Ez azért különleges, mert a sztyeppén - amelynek kulturális közegéből a magyarok is érkeztek, s ahol a számokkal való önmegjelölés természetes -, egyáltalán nem magától értetődő e szám használata, sőt, a korszakban kifejezetten ritkának tekinthető.
A hetes szám a népmesékben is rendszeresen megjelenik: hétmérföldes csizma és hétmérföldes léptek, 'hetet egy csapásra', hétszerte szebb, stb... Ebbe a sorba illeszkedik a 'hetedhét ország' kifejezés is. A 20. században az volt az általános elképzelés, hogy a 'hétország' kifejezés csak egy népmesei szólás, esetleg a hét magyar törzs szállásterületére értendő, azonban újabb kutatások szerint ez inkább egy, a Kaukázus vidékén egykor létezett ország neve, melyről arab utazók számoltak be.
Al-Maszúdí, a 9. század végén született bagdadi arab polihisztor számos művet alkotott, de csak kettő maradt ránk. A lazább szerkezetű 'Arany mezők', és a sokkal komolyabb 'Kiigazítás'. Az említett Hétország az előbbiben szerepel. A rendkívül terjedelmes mű egy hosszú földrajzi bevezetővel kezdődik, majd pedig saját koráig taglalja a politikai eseményeket, bőven kitekintve muszlim területekről. A szerző, bár rengeteg arab nyelvű művet olvasott, nem kapcsolódott túlságosan szorosan elődei munkáihoz, meglehetősen önálló gondolkodásmóddal, és komoly kritikai érzékkel rendelkezett. Számos földrajzíró kortársával szemben, akik inkább elődeik munkájából vagy mások elbeszéléseiből dolgoztak, ő rengeteg személyes tapasztalattal rendelkezett, hiszen évtizedeken keresztül utazgatott a muszlim világban. A Hétországról szóló passzus a 17. fejezetben olvasható, amely meglehetősen hosszasan tárgyalja a Kaukázusban élő népeket és országaikat. Így szól: „ezzel a nemzettel e tengernél egy másik nemzet szomszédos, országukat Hétországnak hívják. Ez egy nagy nemzet, megközelíthetetlen, távoli szállásterületű. Nem ismerem a hitüket, vallásukról nem jutott el hozzám hír.”
Művében Al-Maszúdi azt is bemutatja, hogy egymáshoz képest hol helyezkednek el a Kaukázus népei, ami alapján Hétország a Fekete-tenger mellé, a Kaukázus nyugati lábaihoz, a Tamany-félszigetre lokalizálható. Ezt megerősít a közel kortárs Hudúd al-álam című munka is
A terület politikai és hatalmi berendezkedése kérdéses. Az „államot” 'szebá buldánnak' nevezi. Ebben a szebá a hetes számot jelenti, a buldán viszont az arab balad többes száma, és meglehetősen tág értelemben használják: jelent földterületet, országot, várost de éppen várat is. További képzett alakjai gyakran inkább közösségekre vonatkoznak, s nem a földrajzi értelemben vett tájra. Al-Maszúdí az országokat mint politikai szerveződéseket inkább a mamlakat szóval illette, a tájegységeket az ard (’föld’) szóval jelölte, míg a baladdal írta le például Trapezuntot, Tabaresztánt, Abeszkúnt, Erdebilt, Dínavart, Nihávendet vagy Hamadánt, de Andalúziát és Kazáriát is. Mivel a muszlim gyakorlatban egy várost általában a környékével együtt értelmeztek, jó eséllyel al-maszúdí is így járt el, s a kérdéses szót így közigazgatási egységként, körzetként kell értelmezni. Sudár Balázs véleménye szerint, nem biztos, hogy szerencsés a Kmoskó Mihály által a korábban használt „vidék” szó a fordításban, amely inkább a tájra, a földrajzi környezetre utal. Szerinte jobb volna valamiféle emberi közösségre utaló kifejezés, és a leírt terület nem hét földrajzi értelemben vett tájról nyerte a nevét, hanem hét politikai/szociális közösségről, erről pedig könnyen eszünkbe juthat a magyarok hetes szerveződése.
A szövegből kiderül, hogy a szerző minden szomszédos népnek ismerte a vallását: a kasakokról tudta, hogy ők a „mágusok vallását” követik, Iram lakói „pogány nézeteket” vallanak. Szarír ura keresztény, az alánok korábban pogányok voltak, de utóbb felvették a kereszténységet, míg Dzsidán uralkodócsaládja muszlim, de az ország lakói nem azok. Hétország lakóinak vallását ugyanakkor nem ismerte, ami arra utal, hogy egy viszonylag új, a környéken ismeretlen népességről lehet szó.
A szövegből kinyerhető kevés információ így foglalható össze: Hétország mint kifejezés ugyan nem specifikusan magyar, de a korszakban a magyarok a hetes számmal azonosították magukat, míg más népeknél ez a jelenség nem ismert. A 10. század elején élő al-Maszúdí nem sok mindent tudott róluk, és ezt nyíltan meg is fogalmazta. Talán új jövevények lehettek, éppen azon a helyen, ahol napjainkban a magyarokkal kapcsolatba hozható, a magyarságra kifejezetten jellemző régészeti leletek – például tarsolylemez-töredék és hajfonatkorongok – kerültek elő. Mindez nagyjából azon a területen, amelyet irán határvidékének gondolhatunk.
Al-Maszúdí műve mellett ismert még egy földrajzi munka, amely ugyanezen a területen említi a magyarokat: Abu Ubajd al-Bakri szerint egyik határuk egy hegység, amely Tiflisz, azaz Tbiliszi közelében húzódik, s így szintén a Kaukázussal azonosítható. Mindez felveti annak lehetőségét, hogy Hétország lakóiban azokat a magyarokat – pontosabban szavartoi aszfaloiokat – kell tisztelni, akikről al-Maszúdíval szinte egy időben Bíborbanszületett Konstantín császár emlékezett meg a De administrando Imperio lapjain.

## A korai újkor emlékezete
Hatvani Turkoly Sámuel (1724) szikszói rokonaihoz írt leveléből: „A Magyarok Királlya pedig lakott Kuma folyóvíz mellett, mellynek Palotái jóllehet rogosak (romosak – svaszon), de még ma is fennállnak és azon falu helyét itt valló (itt lakó, ide való – svaszon) Pogány nyelven hívják Magyarnak.”
Graber szerint, aki a helyszínen kutatott (1726-27): „Magyar lakosai a cserkesz hegyekbe menekültek…”
Gmelin (1772): „…az ingus nép tartja magát a magyarbeliek utódjának.”
Klaproth Gyula 1808-ban az oszétok lakta hegyvidéken járt. Jegyzetéből: „A nép legbátrabbjait választották meg védelmező vezérükül és bírókul, s ezek minden írott törvény nélkül igazgatták, vezették, kormányozták a népet. Amikor azonban megjelent és behatolt völgyeikbe a két Badil testvér, akik egyébként Madzsar kánjainak fiai voltak, a bírók eltűntek.”
Besse János Károly ugyanekkor: „A törzs előkelői úgy nyilatkoztak előtte, hogy a balkhár nép főnöke, a nemrég elhunyt Abdullah kán valóságos ivadéka az elköltözött nagy magyar népnek. Abdullah kánnak két fia maradt, Bessát és Bredelát...”
Szentkatolnai Bálint Gábor 1895-ben a Zichy-féle Kaukázus-expedíció nyelvésze: „Az abkázok és az osszétek (alánok) hagyományaiban egyaránt él a tudat, hogy ők egykor Magyarban laktak. Nem lehetetlen, hogy néhány kummagyar nemzetség ezekhez a szomszédnépekhez menekült, és így maradhatott fenn köztük az említett hagyomány.”